# Ole-Marius Bach
Ole-Marius Bach (* 7. Mai 1988) ist ein ehemaliger norwegischer Skilangläufer.

## Werdegang
Bach erreichte seine erste Podiumsplatzierung im Scandinavian-Cup im Dezember 2008 mit Platz zwei über 30 km Freistil im Lygna Skisenter. Sein Debüt im Skilanglauf-Weltcup gab er im November 2009 über 15 km Freistil in Beitostølen, wo er Rang 96 belegte. Im Januar 2010 wurde Bach bei den U23-Weltmeisterschaften in Hinterzarten Weltmeister im Sprint und gewann die Silbermedaille im Skiathlon. Seine ersten Weltcuppunkte gewann Bach im März 2010 beim 50-km-Freistil-Massenstartrennen am Holmenkollen in Oslo, das er auf Platz 24 beendete. Beim anschließenden Weltcup-Finale in Falun belegte er Rang 23 auf der als Skiathlon ausgetragenen vorletzten Etappe, erzielte auf der Schlussetappe die 17.-beste Laufzeit und beendete das Rennen auf Rang 21 in der Gesamtwertung. Der 17. Platz war zugleich seine beste Platzierung im Weltcupeinzel. Seine beste Platzierung in der Gesamtwertung des Scandinavian Cups erreichte Bach in der Saison 2010/11 mit Rang sieben. In den Jahren 2012 und 2013 wurde er norwegischer Meister mit der Staffel von Byåsen IL. Im Februar 2013 kam er in Inari mit dem zweiten Platz im Sprint letztmals im Scandinavian-Cup aufs Podest.